# Градчаны (серия марок)
«Градча́ны» (чеш., словацк. Hradčany) — филателистическое название серии выпускавшихся в 1918—1920 годах первых почтовых марок Чехословакии, западнославянского государства, образовавшегося в октябре 1918 года в результате распада Австро-Венгрии по итогам Первой мировой войны.
Их сюжет — панорама Градчан, исторического района в центре столицы страны Праги. Находились в почтовом обращении с декабря 1918 года. В дальнейшем неоднократно дополнялись марками различных номиналов. Специалисты подразделяют выпуски «Градчан» на пять основных типов, каждый из которых, в свою очередь, имеет массу разновидностей.
Выведены из обращения в апреле 1921 года. Выпуск серии «Градчаны» с послевоенных лет отмечается в Чехии и Словакии как памятная дата и значимое событие — День почтовой марки.

## Марка

### Сюжет
Сюжет общего рисунка серии марок — панорама центра Праги, столицы новорождённого государства, а именно Градчаны, исторический район на левом берегу реки Влтавы, Пражский Град с собором св. Вита и костёл св. Микулаша. Последний на марках оказался отображён зеркально.
Описанную панораму обрамляет узорчатый декор в стиле ар-нуво. По словам самого создателя серии Альфонса Мухи, листья в верхних углах рисунка — славянские символы цветения и пробуждения, маленькие сердца символизируют миролюбие, стилизованные петухи в нижних углах приветствуют восход солнца и объявляют начало нового дня.
Желая аллегорически показать независимость республики от господства Австро-Венгрии в виде восходящего солнца, художник ошибся: с такого ракурса оно всходить за Градчанами не может, так как представлен вид на север.
По версии главного редактора журнала «Филателия» Евгения Обухова, поскольку Градчаны показаны на северо-западе, всё же находится точка в городе, с которой возможно увидеть солнце за ними примерно как нарисовано. Однако это заходящее солнце, что вряд ли входило в планы художника. Так или иначе, серия «Градчаны» позже была переиздана с изменением рисунка (см. типы D и E) — солнечный диск был убран и осталось просто исходящее сияние.

### Номинал
Номинал дан внизу рисунка марки в горизонтальном овальном медальоне. Поскольку параллельно с выпуском первых почтовых марок в стране шла подготовка финансовой реформы и наименование новых денежных единиц Чехословакии на тот момент ещё не было утверждено, марки номинировались в австро-венгерских геллерах (халерах), но только числами, без указания названия.

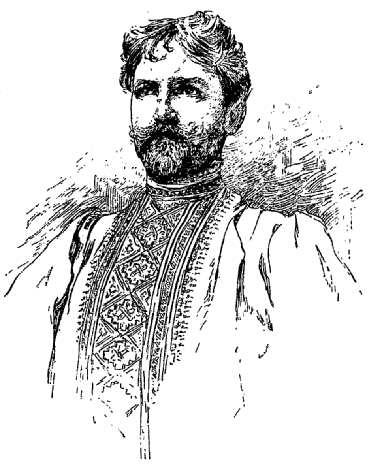
Альфонс Муха, автопортрет

Смена валюты была проведена в период с 25 февраля по 9 марта 1919 года, после чего все находящиеся в обращении почтовые марки были переноминированы в чехословацких геллерах (халерах) без каких-либо надпечаток, это событие отражалось только в бухгалтерских книгах почтовых отделений.

### Художник
Произведение было создано осенью 1918 года знаменитым моравским художником-плакатистом Альфонсом Мухой (1860—1939), панславистом, патриотом Чехословацкого государства, автором его первых банкнот, одного из вариантов государственного герба (1929—1937) и др. Своё кредо Муха формулировал так:

Целью моего труда никогда не было разрушение, но всегда строительство, наведение мостов, потому что мы все должны жить надеждой на то, что всё человечество придёт к сближению, — и тем легче, чем лучше люди знают друг друга.
Оригинальный текст (чешск.)Účelem mého díla nikdy nebylo bořit, ale vždy stavět, klást mosty, neboť nás všechny musí živit naděje, že celé lidstvo se sblíží, a to tím snáze, dobře-li se pozná navzájem.

Проект И. Шмидта. В углах гербы Чехии, Моравии, Силезии и Словакии

Автором первой почтовой марки Чехословакии мог стать и другой чехословацкий художник и гравёр, Индржих Jindra Шмидт (1897—1984). Однако созданный им совместно с несколькими сотрудниками типографии Politika эскиз почтовой марки на ту же тему «Градчаны» был слишком поздно представлен в почтовое министерство и сильно напоминал уже существовавший проект Альфонса Мухи. По данным филателистического журнала The Czechoslovak Specialist, всего в почтовое ведомство было представлено около десяти различных проектов.

## Серия

### Подготовка
Независимость республики была провозглашена 28 октября 1918 года Национальным комитетом Чехо-Словакии. На следующий день только что утверждённый в должности секретаря почтовой администрации страны Ярослав Лешетицкий (1866—1936) выступил с инициативой произвести на имевшихся запасах австрийских почтовых марок надпечатку «Временное правительство 28.10.1918» (чеш. Zatímní vláda 28.10.1918), но она не получила одобрения Министерства почты и телеграфа. Ещё через день глава этого ведомства Максимилиан Фатка (1868—1962) поручил Лешетицкому срочную подготовку первых оригинальных марок нового государства.
Идею их сюжета — пражские Градчаны — предложил Лешетицкому адвокат Уильям Элиас в беседе на совместной прогулке 1 ноября 1918 года. Предложение было одобрено министром. Вскоре им стало известно, что президент Клуба чешских филателистов (Klub českých filatelistů) Ярослав Шула (1863—1927) чуть ранее уже предлагал разработать эскизы чехословацких марок художнику Альфонсу Мухе. Ярослав Лешетицкий и Ярослав Шула снова связались с Мухой, в результате с последним был заключён соответствующий договор.

### Запуск
3 декабря 1918 года Альфонс Муха представил в министерство свои проекты почтовых марок низких (тип А) и высоких (тип B) номиналов серии «Градчаны». Они были утверждены. Полиграфическую подготовку и выпуск первых марок Министерство почты и телеграфа поручило основанной в 1903 году частной компании Česká grafická Unie, которая справилась с заказом в рекордно короткие сроки. Первые тиражи были отпечатаны там уже 16 декабря 1918 года.
18 декабря и в течение нескольких последующих дней свежеотпечатанные почтовые марки продавались только в отделениях Праги. В эти дни филателистическое окно на пражском почтамте (почтовое отделение Praha 1) было вынуждено даже ограничивать продажи: покупателям отпускалось не более 10 штук каждого номинала серии в одни руки. После 20 декабря тиражи «Градчан» были развезены и за пределы столицы по почтовым отделениям других городов страны, а в дальнейшем и повсеместно.
В течение месяца-полутора после начала своего выпуска первые марки Чехословакии использовались для франкировки почтовой корреспонденции относительно нечасто, поскольку в обращении ещё находились почтовые марки Австрии и Венгрии (частично с различными полуофициальными местными и частными надпечатками названия нового государства) — и запасы этих марок на руках ещё не были израсходованы, поэтому декабрьские и январские гашения «Градчан» зимы 1918/1919 годов редки. Все марки Австро-Венгрии были выведены из обращения до 15 марта 1919 года.

### Производство

#### Бумага
«Градчаны» изготавливались (первоначально без перфорации) на бумаге без водяных знаков в листах по сто штук с помощью типографской (высокой) печати. Большая часть тиражей печаталась на ватманской бумаге (англ. wove paper) различной толщины. Периодическая нехватка вынуждала иногда прибегать к заменам на плюровую (тонкую и ломкую) бумагу (pelure paper), а также бумагу верже (laid paper).
Поскольку до декабря 1918 года почтовые марки никогда не печатались на чехословацкой территории (соответствующие полиграфические мощности Австро-Венгрии находились в Вене и Будапеште), и для правительства Чехословакии (Министерства почты и телеграфа), и для частного подрядчика, компании Česká grafická Unie, это был первый подобный опыт.

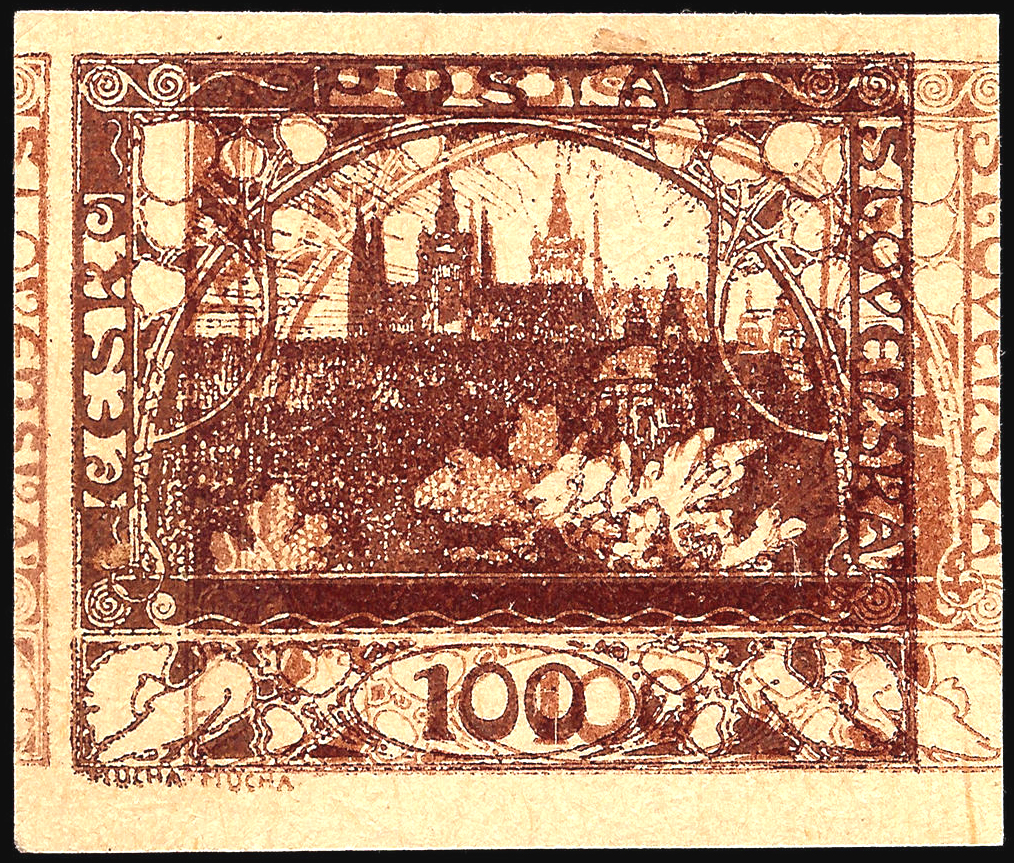
Ошибка печати: двойной прокат со смещением

Как следствие, процесс проходил с многочисленными производственными накладками (например, с несвоевременным ремонтом и заменами печатных пластин) и привёл к большому количеству разновидностей в тиражах — цветов, типов перфорации, признаков дефектов пластин, а также абклячей и прочих ошибок печати и др. Некоторые образцы типографского брака вместо уничтожения воровались работниками с целью перепродажи и оказывались у марочных дилеров.

#### Зубцовка
На момент запуска печати тиражей в типографии не было перфорационных машин (они стали поступать в распоряжение печатников лишь через несколько месяцев, причём различных моделей), поэтому было решено запускать почтовые марки в обращение без зубцовки. Ряд крупных частных компаний с большим объёмом деловой переписки (в основном банки) получил разрешение властей на самостоятельную перфорацию марок. Кроме того, некоторые местные почтовые отделения производили собственную зубцовку и/или просечку поступавших из Праги листов.
В совокупности это привело к большому разнообразию различной, в том числе комбинированной, перфорации серии «Градчаны». После поступления соответствующих машин в типографию марочная перфорация стала делиться на «официальную» и «неофициальную». Специализированный каталог чехословацких марок Pofis идентифицирует семь официальных зубцовок, плюс к тому ещё на пятнадцати страницах этого каталога перечислены и описаны остальные, неофициальные.
Только к середине 1919 года почта сочла возможным приступить к выпуску очередных номиналов — 10, 20 и 30 геллеров — изначально с зубцовкой. Но и в этом случае часть тиражей оказалась в продаже неперфорированной (хотя такие экземпляры сейчас и редки).

#### Цвет
Каталог «Скотт» приводит следующие обозначения для базовых цветов марок серии «Градчаны» различных номиналов:
| Номинал | Цвет                                       |
| ------- | ------------------------------------------ |
| 1       | тёмно-коричневая                           |
| 3       | красно-фиолетовая                          |
| 5       | жёлто-зелёная (позже — голубовато-зелёная) |
| 10      | розовая (позже — жёлто-зелёная)            |
| 15      | красная                                    |
| 20      | голубовато-зелёная (позже — розовая)       |

| Номинал | Цвет                                    |
| ------- | --------------------------------------- |
| 25      | тёмно-синяя (позже — тускло-фиолетовая) |
| 30      | бистр (позже — красно-фиолетовая)       |
| 40      | красно-оранжевая                        |
| 50      | тускло-фиолетовая (позже — тёмно-синяя) |
| 60      | оранжевая                               |
| 75      | сине-серая                              |

| Номинал | Цвет                  |
| ------- | --------------------- |
| 80      | оливково-зелёная      |
| 100     | коричневая            |
| 120     | серо-чёрная           |
| 200     | ультрамариновая       |
| 300     | тёмно-зелёная         |
| 400     | пурпурная (малиновая) |
| 500     | красно-коричневая     |
| 1000    | фиолетовая            |

Одной из заметных проблем при их печати стало несоблюдение стандартов цветности. Недостаточный контроль за поставщиками, отсутствие налаженного информирования о наличии или отсутствии запасов той или иной краски приводили к пересортице, экстренным заменам, причём не всегда адекватного качества. Некоторые сорта краски оказались плохо совместимыми с выбранной для печати бумагой, неустойчивыми к воздействию среды (влажности, свету, химреактивам) и проч. По сути стандартизации не было — в результате почти каждую партию марок можно отличить на глаз уже по цвету, даже если не обращать внимания на остальные характеристики.

### Эволюция
За непродолжительное время своего выпуска (около 2,5 лет) «Градчаны», тем не менее, претерпели заметную эволюцию. В зависимости от особенностей надписей и центральной части рисунка марок специалисты обычно выделяют пять базовых типов дизайна этой серии — A, B, C, D и E (или I, II, III, IV и V). Каждый из этих типов содержит разновидности.
Хронологически марки серии «Градчан» выпускались не по возрастанию номиналов, а вперемешку. Из-за этого, например, каталог «Скотт» считает первой маркой Чехословакии трёхгеллеровую (Sc #1), хотя она появилась лишь 21 декабря 1918 года, а пятигеллеровая (Sc #2) и десятигеллеровая (Sc #3) — на трое суток раньше, 18-го. Самой поздней по времени появления на свет оказалась марка номиналом 30 геллеров типа E, она была эмитирована 12 апреля 1920 года.
«Градчаны» были выведены из обращения 30 апреля 1921 года (впрочем, остатки их тиражей с доплатными надпечатками были действительны вплоть до 1928 года, см. ниже). Совокупный тираж всех официальных выпусков серии, согласно данным чехословацкого каталога Pofis, — 1 060 816 000 экземпляров. Таким образом, рисунок этих марок является самым распространённым и самым известным в мире художественным произведением Альфонса Мухи.

### Надпечатки
В 1918—1928 годах серия надпечатывалась с различными целями, существуют четыре вида официальных надпечаток. Прежде всего, все её марки известны с надпечаткой «Образец» (чеш. Vzorec). Официально это делалось в момент выпуска каждого номинала для представления образцов в штаб-квартиру Всемирного почтового союза (ВПС) в Берне. Однако на филателистическом рынке циркулирует их избыточное количество.
В феврале 1920 года для обеспечения нормального почтового сообщения в районах проведения плебисцита о государственной принадлежности спорного между Польшей и Чехословакией региона Восточной (Тешинской) Силезии марки были надпечатаны SO 1920 (сокращение от фр. Silésie Orientale). Существует четыре разновидности таких надпечаток, в том числе красного цвета.
Из-за нараставшего межнационального напряжения от идеи плебисцита позже было решено отказаться, в июле стороны обратились к великим державам, и по решению конференции в Спа регион был в том же месяце разделён между Чехословакией и Польшей в соотношении примерно 60:40. Надпечатанные марки находились в обращении в плебисцитарных областях до августа 1920 года.
В том же году высокие номиналы серии были надпечатаны для франкировки авиапочтовой корреспонденции — и стали, таким образом, первыми авиапочтовыми марками Чехословакии. Известны тёмно-синие, красные и зелёные надпечатки летящего аэроплана и стоимости 14 чехословацких крон на марке 200 геллеров, 24 кроны на 500 и 28 крон на номинале 1000 геллеров.
С 1920 по 1927 год неиспользованные тиражи серии «Градчаны» получали «вторую жизнь»: с помощью надпечаток новых номиналов и слова Doplatit они были превращены в доплатные марки. Их вывели из обращения в августе 1928 года. Также, помимо официальных, известны несколько местных и частных надпечаток, в частности, благотворительные доплатные надпечатки в пользу образованного в 1919 году Чехословацкого Красного Креста.
Все перечисленные выше надпечатки существуют в двойном и перевёрнутом виде, а также по диагонали. Каталоги предупреждают о качественных подделках.

## Память
Выпуск серии «Градчаны» периодически отмечается как значимое событие и памятная дата. В первые послевоенные годы дата поступления этих марок в обращение — 18 декабря — была официально установлена как День чехословацкой почтовой марки (Den československé poštovní známky).
К этому дню почта ЧСР/ЧССР выпускала памятные марки и блоки соответствующей тематики, с середины 1960-х годов — ежегодно. Такие филателистические материалы обычно посвящались истории почты, различным маркам первых серий, их создателям — художникам и гравёрам. После распада Чехословакии в 1993 году этот день продолжает отмечаться, в том числе и тематическими выпусками памятных марок, и в Чехии (как День почтовой марки, Den poštovní známky), и в Словакии (как День почтовой марки и филателии, словац. Deň poštovej známky a filatelie).